# Carballedo
Carballedo è un comune spagnolo di 3 080 abitanti situato nella comunità autonoma della Galizia.